# Nick Mead
Nick Mead (12 de março de 1995) é um remador estadunidense, campeão olímpico.

## Carreira
Ele remou pela Universidade de Princeton, onde se formou em 2017. Mead competiu no evento masculino oito com nas Olimpíadas de Verão de 2020. Ele carregou a bandeira dos EUA nas cerimônias de encerramento de 2024 ao lado da nadadora Katie Ledecky. Mead é sobrinho do especialista em política externa americana Walter Russell Mead.
Nos Jogos Olímpicos de Verão de 2024, em Paris, conquistou a medalha de ouro na competição de quatro sem masculino, ao lado de Justin Best, Michael Grady e Liam Corrigan com o tempo de 5:49.03.